# Jerry Lester
Jerry Lester (né le 16 février 1910 à Chicago et mort le 23 mars 1995 à Miami) est un acteur américain, chanteur, interprète à la radio, à la télévision ainsi que sur scène. En 1978, il joue aux côtés de Terence Hill et Bud Spencer, en interprétant leur père dans Pair et impair.

## Filmographie partielle
- 1933 : Arizona to Broadway de James Tinling
- 1978 : Pair et impair : Mike Firpo

## Crédit d'auteurs
- (en) Cet article est partiellement ou en totalité issu de l’article de Wikipédia en anglais intitulé « Jerry Lester » (voir la liste des auteurs).